# Louis Édouard Bureau
Louis Édouard Bureau (Nantes, 25 de maio de 1830 — Paris, 14 de dezembro de 1918, foi um médico e botânico francês.

## Publicações
- Monographie des Bignoniacées: ou histoire générale et particulière des plantes qui composent cet ordre naturel, 1864 OCLC 5932136
- Con Adrien René Franchet (1834-1900) Plantes nouvelles du Thibet et de la Chine occidentale : recueillies pendant le voyage de M. Bonvalot et du Prince Henri d'Orléans en 1890, 1891 OCLC 25054778.
- De la famille des Loganiacées et des plantes qu'elle fournít a la médecine. 1856.
- Notice sur les travaux scientifiques de M. É. Bureau. 1901, 1864.
- Révision du genre Catalpa. 1894.
- Bassin houiller de la basse Loire. 1910–1914, Etudes des gîtes minéraux de la France
- Notice sur la géologie de la Loire-Inférieure… avec listes des végétaux fossiles publicado en Nantes et la Loire inférieure, III Imprimerie Grimaud, Nantes (1900), pp. 99–522.